# Samythella bathycola
Samythella bathycola är en ringmaskart som beskrevs av Uschakov 1950. Samythella bathycola ingår i släktet Samythella och familjen Ampharetidae. Inga underarter finns listade i Catalogue of Life.